# Callithrix marcai
Mico marcai · Ouistiti de Marca
Espèce
Synonymes
- Callithrix marcai

Statut de conservation UICN

 DD  : Données insuffisantes
Statut CITES

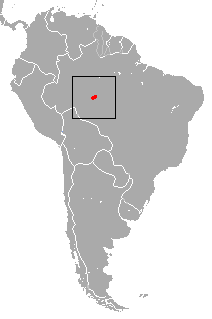
Géolocalisation des Ouistitis de Marca

Le Ouistiti de Marca (Mico marcai ou Callithrix marcai) est une espèce de primates de la famille des Callitrichidae.
Décrite en 1993, l'espèce est très peu connue. Une étude publiée en 2014 a démontré qu'une autre espèce décrite en 2000 sous le nom de Callithrix manicorensis ne présentait aucune différence de morphologie ou de répartition géographique. Il s'agirait donc d'un synonyme plus récent  de  Mico marcai.

## Autres noms
Ouistiti de Marca. Marca’s marmoset.

## Remarque
Décrit par R. Alperin en 1993 mais jamais observé dans la nature ! On ne le connaît que par trois peaux mal conservées retrouvées au Muséum national de Rio de Janeiro.

## Distribution
Nord du Brésil au sud du Rio Madeira. Vivrait depuis le bas Rio Roosevelt (Foz de Guariba) jusqu’à la confluence des Rios Roosevelt et Aripuanã.

## Description
Dos moucheté d’ocre et de gris, plus gris devant et plus marron postérieurement. Dessous et flancs ocre. Bras gris ocre clair et jambes marron (parfois marron très sombre). Queue noirâtre. Tête marron sombre. Face sombre dépigmentée autour du museau. Oreilles roses et nues.

## Locomotion
Quadrupède.

## Comportements basiques
Diurne. Arboricole.

## Alimentation
Frugivore-gommivore-insectivore.

## Statut
Insuffisamment documenté.